# My Hero Academia – Akademia bohaterów
My Hero Academia – Akademia bohaterów (jap. 僕のヒーローアカデミア Boku no hīrō akademia) – manga autorstwa Kōheia Horikoshiego, publikowana w czasopiśmie „Shūkan Shōnen Jump” wydawnictwa Shūeisha od lipca 2014 do sierpnia 2024. Całość została zebrana w 42 tomach.
Na jej podstawie studio Bones wyprodukowało serial anime, który składa się z siedmiu sezonów.
W Polsce manga jest wydawana przez wydawnictwo Waneko, natomiast serial anime emitowany był przez stację Polsat Games.

## Fabuła
Izuku Midoriya, chłopiec, który urodził się bez nadprzyrodzonych zdolności (tak zwanych 'indywidualności') w świecie, w którym są one normą marzy o zostaniu superbohaterem. Dzięki pomocy ze strony największego herosa, który dzieli się z Izuku swoimi zdolnościami, zostaje przyjęty do szkoły dla superbohaterów (UA) i dąży do spełnienia swojego największego marzenia.

## Manga
Seria My Hero Academia – Akademia bohaterów została napisana i zilustrowana przez Kōheia Horikoshiego. Ukazywała się na łamach czasopisma „Shūkan Shōnen Jump” wydawnictwa Shūeisha od 7 lipca 2014 do 5 sierpnia 2024. Jej rozdziały zostały zebrane w 42 tomach w formacie tankōbon, które wydawane były od 4 listopada 2014 do 4 grudnia 2024. Polski przekład mangi ukazuje się nakładem wydawnictwa Waneko.
Pierwsze wydanie pierwszego tomu mangi zostało całkowicie wyprzedane w mniej niż miesiąc od premiery. W ciągu 4 tygodni od premiery tom ten sprzedano w ponad 137 tysiącach kopii. Drugi tom sprzedano w ponad 239 tysiącach kopii. Do marca 2017 sprzedano ponad 10 milionów kopii mangi (łącznie zarówno główna manga jak i jej spin-offy). W 2018 roku manga została sprzedana w Japonii w 6 718 185 egzemplarzach i była drugą najchętniej kupowaną mangą w kraju. W 2019 roku seria sprzedała się w Japonii w 5 047 574 egzemplarzach i była szóstą najchętniej kupowaną mangą w kraju.

### Spin-offy
Powstał spin-off serii, zatytułowany Boku no Hero Academia Smash!! (jap. 僕のヒーローアカデミアすまっしゅ！！), którego autorem jest Hirofumi Neda. Pierwszy rozdział opublikowano 9 listopada 2015 w internetowym czasopiśmie „Shōnen Jump+”, a ostatni ukazał się w tym czasopiśmie 6 listopada 2017. Całość została skompilowana w pięciu tomach.
Publikacja kolejnego spin-offu, zatytułowanego My Hero Academia – Vigilante (jap. ヴィジランテ ―僕のヒーローアカデミアILLEGALS―), rozpoczęła się w magazynie „Jump Giga” 20 sierpnia 2016. Autorem scenariusza jest Hideyuki Furuhashi, natomiast ilustracje wykonał Court Betten. W grudniu 2016 ogłoszono, że w związku z dyskontynuacją tego czasopisma wydawanie kolejnych rozdziałów zostało przeniesione do magazynu internetowego „Shōnen Jump+”, gdzie opublikowano także dwa rozdziały wydane wcześniej w „Jump Giga”. Ostatni rozdział ukazał się 22 maja 2022. Całość zebrano w 15 tomach. W Polsce spin-off ten został wydany przez Waneko.
Trzeci spin-off, zatytułowany My Hero Academia – Team-Up Missions (jap. 僕のヒーローアカデミア チームアップミッション), którego autorem jest Yōkō Akiyama, ukazywał się w magazynie „Saikyō Jump” od 2 sierpnia 2019 do 4 stycznia 2025. Przed publikacją, dodatkowy rozdział w formie prologu został opublikowany w czasopiśmie „Jump Giga” 25 lipca 2019. W Polsce licencję na tę serię nabyło wydawnictwo Waneko.

## Anime
29 października 2015 ogłoszono, że manga otrzyma adaptację w postaci telewizyjnego serialu anime, a za jego produkcję dopowiadać będzie studio Bones. Reżyserem anime został Kenji Nagasaki, autorem scenariusza jest Yōsuke Kuroda, a projekty postaci wykonał Yoshihiko Umakoshi. Emisja rozpoczęła się 3 kwietnia i zakończyła 26 czerwca 2016, licząc 13 odcinków.
Drugi sezon został zapowiedziany w 30. numerze magazynu „Shūkan Shōnen Jump” z 2016 roku. Nadawany był od 1 kwietnia do 30 września 2017, a ekipa produkcyjna pierwszego sezonu powróciła do prac przy serialu. We wrześniu 2017 podano informację, że w produkcji znajduje się trzeci sezon serialu, który emitowano od 7 kwietnia do 29 września 2018.
Czwarty sezon został zapowiedziany w finałowym odcinku trzeciego sezonu, wyemitowanym 29 września 2018. 19 grudnia tego samego roku oficjalna strona internetowa serialu ujawniła nowy plakat oraz datę premiery wyznaczoną na 12 października 2019. Kenji Nagasaki pełnił rolę głównego reżysera czwartego sezonu, a za reżyserię odpowiadał Masahiro Mukai. Ostatni odcinek nadano 4 kwietnia 2020, a podczas jego emisji zapowiedziano powstanie kolejnego sezonu serialu. Emisja piątego sezonu trwała od 27 marca do 25 września 2021.
Szósty sezon został zapowiedziany pod koniec ostatniego odcinka piątego sezonu. 24 lipca 2022 podczas wydarzenia Hero Fes ujawniono nowy plakat oraz datę premiery wyznaczoną na 1 października 2022. Seria ta była nadawana przez pół roku do 25 marca 2023, a wraz z jej końcem ogłoszono powstanie sezonu siódmego. Jego emisja trwała od 4 maja do 12 października 2024, przy czym w poprzedzającym miesiącu, kwietniu, wyemitowano cztery specjalne odcinki podsumowujące. Naomi Nakayama pełniła rolę reżysera siódmego sezonu.
Ósmy i ostatni sezon został zapowiedziany pod koniec finałowego odcinka sezonu siódmego, a jego premiera zaplanowana jest na czwarty kwartał 2025.
W Polsce serial anime emitowany jest przez stację Polsat Games. Pierwszy sezon emitowany był od 15 do 31 października 2018. Drugi sezon emitowano między 1 listopada a 5 grudnia 2018 (bez ostatniego odcinka). Premiera trzeciego sezonu nastąpiła 11 marca 2020.

### Lista odcinków
| N/o | #  | Tytuł                                                                       | Premiera w Japonii | Premiera w Polsce    |
| --- | -- | --------------------------------------------------------------------------- | ------------------ | -------------------- |
| 1   | 1  | Izuku Midoriya: Geneza. Midoriya Izuku: Orijin (緑谷出久：オリジン)         | 3 kwietnia 2016    | 15 października 2018 |
| 2   | 2  | Zostać bohaterem. Hīrō no jōken (ヒーローの条件)                            | 10 kwietnia 2016   | 16 października 2018 |
| 3   | 3  | Bolące mięśnie. Unare kinniku (うなれ筋肉)                                  | 17 kwietnia 2016   | 17 października 2018 |
| 4   | 4  | Linia startu. Sutāto rain (スタートライン)                                  | 24 kwietnia 2016   | 18 października 2018 |
| 5   | 5  | Tyle mogę na razie zrobić. Ima Boku ni dekiru koto wo (今 僕に出来ることを) | 1 maja 2016        | 18 października 2018 |
| 6   | 6  | Wściekłość, kujonie. Takere Kusonādo (猛れクソナード)                       | 8 maja 2016        | 22 października 2018 |
| 7   | 7  | Deku kontra Kacchan. Deku bāsasu Kacchan (デクvsかっちゃん)                 | 15 maja 2016       | 23 października 2018 |
| 8   | 8  | Bakugo się rozkręca. Sutāto rain, bakugō no (スタートライン、爆豪の。)      | 22 maja 2016       | 24 października 2018 |
| 9   | 9  | Dasz radę, Iida. Ii zo ganbare Iida-kun! (いいぞガンバレ飯田くん！)         | 29 maja 2016       | 25 października 2018 |
| 10  | 10 | Spotkanie z nieznajomym. Michi to no sōgū (未知との遭遇)                    | 5 czerwca 2016     | 26 października 2018 |
| 11  | 11 | Koniec gry. Gēmu Ōbā (ゲームオーバー)                                       | 12 czerwca 2016    | 29 października 2018 |
| 12  | 12 | All Might. Ōrumaito (オールマイト)                                          | 19 czerwca 2016    | 30 października 2018 |
| 13  | 13 | W każdym z naszych serc. Onoono no mune ni (各々の胸に)                     | 26 czerwca 2016    | 31 października 2018 |

| N/o  | #  | Tytuł | Premiera w Japonii | Premiera w Polsce |
| ---- | -- | --- | ------------------ | ----------------- |
| 13,5 | 0  | Bohaterskie notatki. Hīrō Nōto (ヒーローノート)                                                                       | 25 marca 2017      | 1 listopada 2018  |
| 14   | 1  | I o to chodzi, Ochaco. Sou iu Koto ne Ochako-san (そういうことね お茶子さん)                                          | 1 kwietnia 2017    | 2 listopada 2018  |
| 15   | 2  | Festiwal sportowy. Unare Taiikusai (うなれ体育祭)                                                                     | 8 kwietnia 2017    | 5 listopada 2018  |
| 16   | 3  | Wszyscy mają świetne dary. Minna Koseiteki de ii ne (みんな個性的でいいね)                                            | 15 kwietnia 2017   | 6 listopada 2018  |
| 17   | 4  | Plan to podstawa. Saku Saku Saku (策策策)                                                                             | 22 kwietnia 2017   | 7 listopada 2018  |
| 18   | 5  | Finał bitwy kawaleryjskiej. Kibasen Kecchaku (騎馬戦決着)                                                             | 29 kwietnia 2017   | 8 listopada 2018  |
| 19   | 6  | Chłopiec urodzony ze wszystkim. Subete o Motte Umareta Otokonoko (全てを持って生まれた男の子)                         | 6 maja 2017        | 9 listopada 2018  |
| 20   | 7  | Zwycięstwo lub porażka. Kachimake (勝ち負け)                                                                          | 13 maja 2017       | 12 listopada 2018 |
| 21   | 8  | Naprzód, zawodnicy. Furue! Charenjā (奮え！チャレンジャー)                                                            | 20 maja 2017       | 13 listopada 2018 |
| 22   | 9  | Bakugo kontra Uraraka. Bakugō bāsasu Uraraka (爆豪vs麗日)                                                             | 27 maja 2017       | 14 listopada 2018 |
| 23   | 10 | Shoto Todoroki: Geneza. Todoroki Shōto: Orijin (轟 焦凍:オリジン)                                                     | 3 czerwca 2017     | 15 listopada 2018 |
| 24   | 11 | Walcz, Iida. Iida-kun Faito (飯田くんファイト)                                                                        | 10 czerwca 2017    | 16 listopada 2018 |
| 25   | 12 | Todoroki kontra Bakugo. Todoroki bāsasu Bakugo (轟vs爆豪)                                                             | 17 czerwca 2017    | 19 listopada 2018 |
| 26   | 13 | Czas na wybranie imion. Namae o Tsuke te Miyō no Kai (名前をつけてみようの会)                                         | 24 czerwca 2017    | 20 listopada 2018 |
| 27   | 14 | Dziwne. Pojawia się Gran Torino. Kaiki! Guran Torino Arawaru (怪奇!グラントリノ現る)                                  | 8 lipca 2017       | 21 listopada 2018 |
| 28   | 15 | Midoriya i Shigaraki. Midoriya to Shigaraki (緑谷と死柄)                                                              | 15 lipca 2017      | 22 listopada 2018 |
| 29   | 16 | Zabójca bohaterów Stain kontra uczniowie U.A. Hīrō Goroshi Sutein bāsasu U.A. Seito (ヒーロー殺し ステインvs雄英生徒) | 22 lipca 2017      | 23 listopada 2018 |
| 30   | 17 | Koniec. Ketchaku (決着)                                                                                               | 29 lipca 2017      | 26 listopada 2018 |
| 31   | 18 | Spuścizna zabójcy bohaterów. Hīrō Goroshi Sutein Sono Yoha (「ヒーロー殺しステイン」その余波)                         | 5 sierpnia 2017    | 27 listopada 2018 |
| 32   | 19 | Praktyki. Sorezore no Shokuba Taiken (それぞれの職場体験)                                                             | 12 sierpnia 2017   | 28 listopada 2018 |
| 33   | 20 | Opowieść o przeszłości. Shire!! Mukashi no Hanashi (知れ!!昔の話)                                                     | 19 sierpnia 2017   | 29 listopada 2018 |
| 34   | 21 | Szykujcie się na egzaminy. Sonaero Kimatsu Tesuto (備えろ期末テスト)                                                  | 2 września 2017    | 30 listopada 2018 |
| 35   | 22 | Czas Yaoyorozu. Yaoyorozu: Raijingu (八百万：ライジング)                                                              | 9 września 2017    | 3 grudnia 2018    |
| 36   | 23 | Pod lakierem. Mukero Hitokawa (むけろ一皮)                                                                            | 16 września 2017   | 4 grudnia 2018    |
| 37   | 24 | Katsuki Bakugo: Geneza. Bakugo Katsuki: Orijin (爆豪勝己：オリジン)                                                   | 23 września 2017   | 5 grudnia 2018    |
| 38   | 25 | Enkauntā (エンカウンター)                                                                                             | 30 września 2017   | -                 |

| N/o | #  | Tytuł                                                                                                | Premiera w Japonii | Premiera w Polsce |
| --- | -- | --- | ------------------ | ----------------- |
| 39  | 1  | Początek gry. Gēmu Sutāto (ゲーム・スタート)                                                         | 7 kwietnia 2018    | 11 marca 2020     |
| 40  | 2  | Wild, Wild Pussycats. Wairudo Wairudo Pusshīkyattsu (ワイルド・ワイルド・プッシーキャッツ)           | 14 kwietnia 2018   | 12 marca 2020     |
| 41  | 3  | Kota. Kōta-kun (洸汰くん)                                                                            | 21 kwietnia 2018   | 13 marca 2020     |
| 42  | 4  | Mój bohater. Boku no Hīrō (僕のヒーロー)                                                             | 28 kwietnia 2018   | 17 marca 2020     |
| 43  | 5  | Żelazem i ręką. Buchikomu Tekken!!! (ブチ込む鉄拳!!!)                                                | 5 maja 2018        | 18 marca 2020     |
| 44  | 6  | Głośne zamieszanie. Ganaru Fūunkyū (がなる風雲急)                                                    | 12 maja 2018       | 24 marca 2020     |
| 45  | 7  | Ten Ten Ten! (転転転!)                                                                               | 19 maja 2018       | 24 marca 2020     |
| 46  | 8  | Parę słów Iidy. Īda-kara Midoriya e (飯田から緑谷へ)                                                 | 26 maja 2018       | 25 marca 2020     |
| 47  | 9  | All for One. Ōru Fō Wan (オール・フォー・ワン)                                                       | 2 czerwca 2018     | 13 kwietnia 2020  |
| 48  | 10 | Symbol Pokoju. Heiwa no Shōchō (平和の象徴)                                                          | 9 czerwca 2018     | 13 kwietnia 2020  |
| 49  | 11 | One for All. Wan Fō Ōru (ワン・フォー・オール)                                                       | 16 czerwca 2018    | 14 kwietnia 2020  |
| 50  | 12 | Koniec początku, początek końca. Hajimari no Owari Owari no Hajimari (始まりの終わり 終わりの始まり) | 23 czerwca 2018    | 15 kwietnia 2020  |
| 51  | 13 | Przeprowadzka. Haire Ryō (入れ寮)                                                                    | 30 czerwca 2018    | 16 kwietnia 2020  |
| 52  | 14 | Tworzymy supertechniki Ame Hissatsuwaza (編め必殺技)                                                 | 14 lipca 2018      | 17 kwietnia 2020  |
| 53  | 15 | Egzamin THE Shiken (THE試験)                                                                         | 21 lipca 2018      | 20 kwietnia 2020  |
| 54  | 16 | Czyhające Shiketsu Haiyoru Shiketsu Kōkō (這い寄る士傑高校)                                          | 28 lipca 2018      | 21 kwietnia 2020  |
| 55  | 17 | Klasa 1A Ichi-Nen Ei-Gumi (１年A組)                                                                  | 4 sierpnia 2018    | 1 czerwca 2020    |
| 56  | 18 | RUSH! (RUSH!)                                                                                        | 11 sierpnia 2018   | 1 czerwca 2020    |
| 57  | 19 | Akcja ratunkowa Kyūjo Enshū (救助演習)                                                               | 18 sierpnia 2018   | 1 czerwca 2020    |
| 58  | 20 | Tylko miłość uratuje świat Tokubetsu-hen・Ai de Chikyū o Sukue! (特別編・愛で地球を救え!)            | 25 sierpnia 2018   | 2 czerwca 2020    |
| 59  | 21 | Co wy wyprawiacie Nani o Shitendayo (何をしてんだよ)                                                 | 1 września 2018    | 2 czerwca 2020    |
| 60  | 22 | Pogadajmy o "twoim" darze Temee no "Kosei" no Hanashida (てめェの"個性"の話だ)                       | 8 września 2018    | 2 czerwca 2020    |
| 61  | 23 | Deku kontra Kacchan Deku Bāsasu Kacchan 2 (デクvsかっちゃん2)                                        | 15 września 2018   | 3 czerwca 2020    |
| 62  | 24 | Nieoczekiwane spotkania Deai no Kisetsu (出会いの季節)                                               | 22 września 2018   | 3 czerwca 2020    |
| 63  | 25 | Niepokonany Muteki (無敵)                                                                            | 29 września 2018   | 3 czerwca 2020    |

| N/o | #  | Tytuł | Premiera w Japonii   | Premiera w Polsce |
| --- | -- | --- | -------------------- | ----------------- |
| 64  | 1  | Artykuł o 1A Sukūpu Takahide 1-nen A-gumi (スクープ雄英1年A組)                                                                                           | 12 października 2019 |                   |
| 65  | 2  | Overhaul Ōbāhōru (オーバーホール) | 19 października 2019 |                   |
| 66  | 3  | Chłopak spotyka... Bōi mītsu (ボーイ・ミーツ...) | 26 października 2019 |                   |
| 67  | 4  | Walcząc z przeznaczeniem Aragau unmei (抗う運命) | 9 listopada 2019     |                   |
| 68  | 5  | Naprzód, dzielny Red Riocie! Gattsuda rettsurareddoraiotto (ガッツだレッツラレッドライオット)                                                            | 16 listopada 2019    |                   |
| 69  | 6  | Nieprzyjemna rozmowa Iya na hanashi (嫌な話) | 23 listopada 2019    |                   |
| 70  | 7  | Naprzód! Go! | 30 listopada 2019    |                   |
| 71  | 8  | Suneater z Wielkiej Trójki Biggu 3 no san'ītā (ビッグ3のサンイーター)                                                                                    | 7 grudnia 2019       |                   |
| 72  | 9  | Red Riot Reddo Raiotto (烈怒頼雄斗) | 14 grudnia 2019      |                   |
| 73  | 10 | Tymczasowy oddział Shukkō (出向) | 21 grudnia 2019      |                   |
| 74  | 11 | Lemillion Rumirion (ルミリオン) | 28 grudnia 2019      |                   |
| 75  | 12 | Niewidzialna Nadzieja Mienai kibō (見えない希望) | 4 stycznia 2020      |                   |
| 76  | 13 | Nieskończone 100% Mugen 100% (無限100%) | 11 stycznia 2020     |                   |
| 77  | 14 | Jasna przyszłość Akarui mirai (明るい未来) | 18 stycznia 2020     |                   |
| 78  | 15 | Tlący się płomień Kusuburu honō (燻る炎) | 25 stycznia 2020     |                   |
| 79  | 16 | By zdobyć serca dzieciaków Tsukame gaki kokoro (掴めガキ心)                                                                                              | 1 lutego 2020        |                   |
| 80  | 17 | Bądźcie dumni, kandydaci na tymczasowego bohatera Hokkore karimen kōshū (ホッコれ仮免講習)                                                               | 8 lutego 2020        |                   |
| 81  | 18 | Szkolny festiwal Bunkasai (文化祭) | 15 lutego 2020       |                   |
| 82  | 19 | Przygotowania do festiwalu to najfajniejsza jego część Bunkasai tte junbishiteru toki ga ichiban tanoshii yo ne (文化祭って準備してる時が一番楽しいよね) | 22 lutego 2020       |                   |
| 83  | 20 | Gold Tips Imperial Gōrudo tippusu inperiaru (ゴールドティップスインペリアル)                                                                             | 29 lutego 2020       |                   |
| 84  | 21 | Deku VS Gentle Criminal Deku VS Jentoru Kuriminaru (デクVSジェントル・クリミナル)                                                                        | 7 marca 2020         |                   |
| 85  | 22 | Rozpoczęcie szkolnego festiwalu Kaisai bunkasai!! (開催文化祭!!)                                                                                         | 14 marca 2020        |                   |
| 86  | 23 | Dajmy się ponieść! Szkolny festiwal Tare nagase! Bunkasai! (垂れ流せ！文化祭！)                                                                          | 21 marca 2020        |                   |
| 87  | 24 | Japoński ranking bohaterów Hīrōbirubōdochāto JP (ヒーロービルボードチャートJP)                                                                           | 28 marca 2020        |                   |
| 88  | 25 | Jego początek Hajimarino (始まりの) | 4 kwietnia 2020      |                   |

## Nagrody
| Rok  | Ceremonia         | Kategoria             | Nominowany                            | Rezultat  | Źródło |
| ---- | ----------------- | --------------------- | ------------------------------------- | --------- | ------ |
| 2015 | 8. Manga Taishō   | Manga                 | My Hero Academia – Akademia bohaterów | Nominacja | [ 52 ] |
| 2017 | Sugoi Japan Award | Najlepsza seria mangi | My Hero Academia – Akademia bohaterów | Nagroda   | [ 53 ] |
| 2017 | Japan Expo Awards | Manga                 | My Hero Academia – Akademia bohaterów | Nagroda   | [ 54 ] |